# Ritzi Jacobi
Pour les articles homonymes, voir Jacobi.
Ritzi Jacobi (12 août 1941, Bucarest - 19 juin 2022, Düsseldorf) est une artiste textile.